# Trúc lùn
Trúc lùn hay còn gọi thia ma lùn, trúc cảnh, trúc tăm (danh pháp khoa học: Pseudosasa humilis) là một loài thực vật có hoa trong họ Hòa thảo. Loài này được T.Q.Nguyen (Nguyễn Tố Quyên) miêu tả khoa học đầu tiên năm 1991.